# Pseudobulweria becki
El petrel de Beck (Pseudobulweria becki) es una pequeña especie de ave de la familia de los petreles redescubierta recientemente, que se encuentra en grave peligro de extinción.

## Descubrimiento
La especie se describió a partir de dos especímenes una hembra recogida en Nueva Irlanda en 1928 y un macho encontrado en el noreste de Rendova, Islas Salomón en 1929.

## Redescubrimiento
En 2006, un ave que posiblemente perteneciera a esta especie fue fotografiado en el mar del Coral en Australia por el guía ornitológico Richard Baxter. El notó que definitivamente no era como el petrel de Tahití. Pese a las pruebas el comité de rarezas de Australia no aceptó la cita.
Además de esta cita ha habido avistamientos en el archipiélago de Bismarck y en las Islas Salomón. Hadoram Shirihai, un ornitólogo israelí consiguió observar varios individuos en 2003 y entre julio y agosto de 2007 volvió a la zona, consiguiendo fotografiar unos 30 individuos, algunos de ellos juveniles.